# Kinderhospital Osnabrück

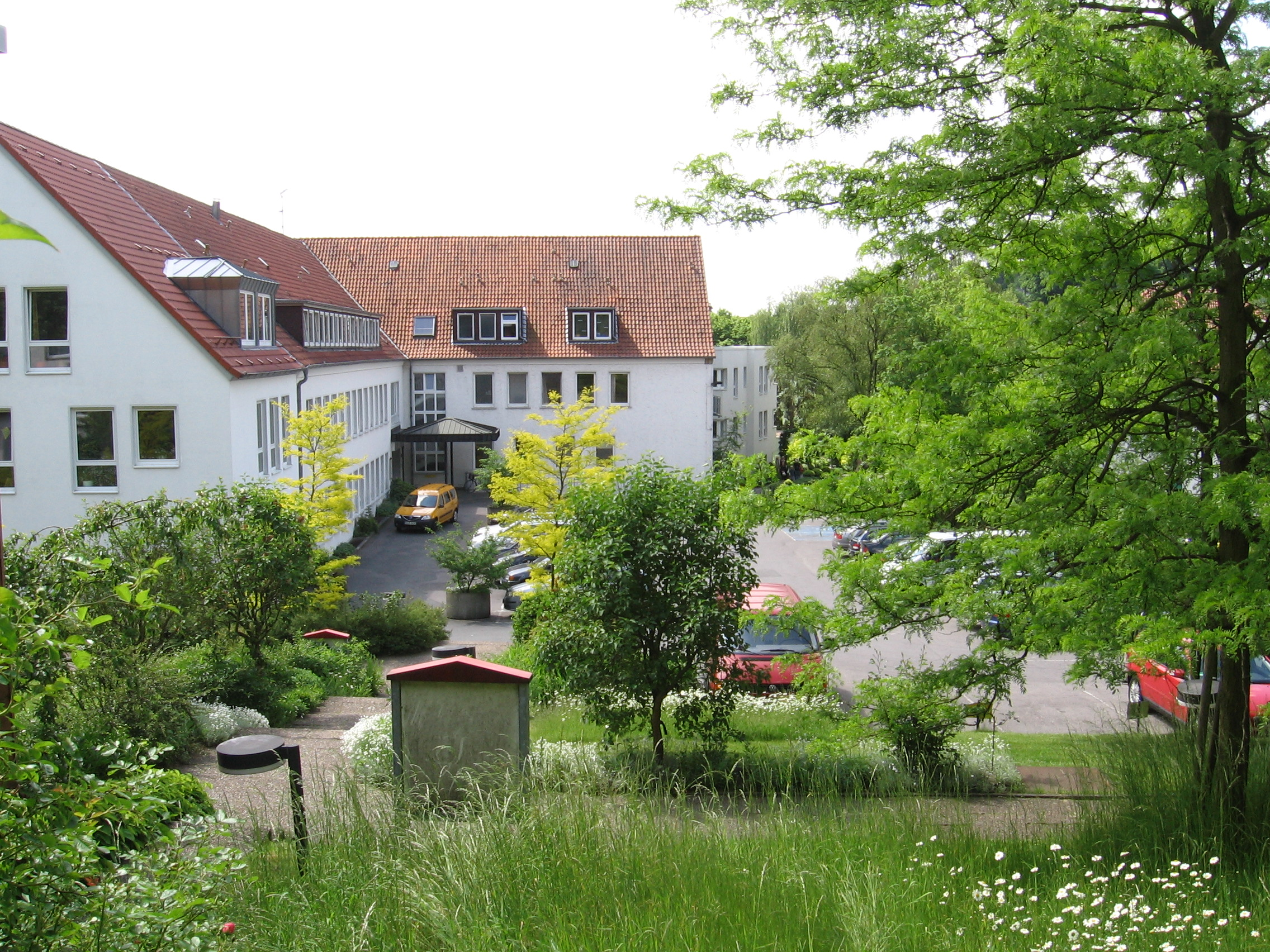
KHO: Ansicht auf die Eingangsseite

Das Kinderhospital Osnabrück (KHO) ist ein Kinderkrankenhaus in Osnabrück. Es verfügt über 51 stationäre und 31 teilstationäre Behandlungsplätze im Fachbereich Kinder- und Jugendpsychiatrie und -psychosomatik und beschäftigt rund 250 Mitarbeiter. Das Kinderhospital Osnabrück liegt im Stadtteil Schölerberg.

## Geschichte

### 1872–2011: Allgemeines Kinderkrankenhaus
Osnabrücker Bürger gründeten 1872 das Kinderhospital Osnabrück, um „kranken und schwachen Kindern eine angemessene Behandlung und Verpflegung in gesunden Räumen zu gewähren“. Nachdem zunächst die Stadt Osnabrück die Trägerschaft übernommen hatte, wurde seit 1879 diese Aufgabe vom Kinderhospital-Verein zu Osnabrück weitergeführt. Ziel war die Hilfe sozial benachteiligter kranker Kinder und Jugendlicher in der Region.
Anfänglich wurde eine Krankenschwester eingestellt, welche zunächst einige Kinder ohne ärztliche Hilfe versorgte. Die ärztliche Versorgung wurde durch Hausärzte übernommen. Später wuchs die Zahl der Schwestern an, auch Ärzte wurden angestellt. In den weiteren Jahren bildeten die Pflegegelder von Krankenkassen nur einen Teil der Einnahmen. So wurde der Pflegesatz pro Kind und Tag lange Zeit auf 75 Pfennige festgesetzt, auch als die Kosten schon auf 1,55 Mark gestiegen waren. Spenden sollten die Defizite decken. So wurden alle zwei Jahre wiederkehrende Basare abgehalten, erstmals 1869 in der Hirschapotheke. In den folgenden Jahren fanden sie im Großen Club, im Harmonieclub und dann in der Stadthalle in Osnabrück statt. Es wurde in die Hausbüchse des Hospitals, dem „Gottlieb“ gesammelt- auf ihr stand der Spruch „Einen fröhlichen Geber hat Gott lieb“ -. Gelder gab es unter anderem von Schiedsleuten aus Sühneterminen und Lohndiener sammelten bei Hochzeiten und anderen Festlichkeiten zugunsten des Kinderhospitals. Langjährige Hilfe erfolgte auch durch den „Polterclub“ – in Osnabrück werden die Nachtgewänder volkstümlich Polter genannt –, einer Vereinigung von jungen Mädchen, die regelmäßig Näharbeiten leisteten und Strümpfe strickten.
In den 1990er Jahren wurden erste Gespräche zwischen dem Kinderhospital Osnabrück und der Kinderabteilung des Marienhospitals Osnabrück geführt. Dabei wurde eine Fusion beider Pädiatrien zu einer neuen, eigenständigen Kinderklinik beschlossen. Der Kinderhospitalverein zu Osnabrück und die Marienhospital Osnabrück GmbH sind gleichberechtigte Gesellschafter der neuen Christlichen Kinderhospital Osnabrück GmbH.
Am 1. Juli 2011 ging das Christliche Kinderhospital Osnabrück an der Johannisfreiheit 1 als Zentrum für Kinder- und Jugendmedizin mit 156 Planbetten in Betrieb.

### Seit 2011: Kinder- und Jugendpsychiatrie und -psychotherapie
Das Kinderhospital Osnabrück am Schölerberg blieb als selbständiges Krankenhaus mit seinen stationären, teilstationären und ambulanten Angeboten in der Kinder- und Jugendpsychiatrie, -psychotherapie und -psychosomatik und seinem Sozialpädiatrischen Zentrum unter der alleinigen Trägerschaft des Kinderhospital-Vereins in den Liegenschaften am Schölerberg bestehen und war von der Fusion nicht direkt betroffen.
Im Dezember 2011 hat der Planungsausschuss des Sozialministeriums eine "ausgelagerte Tagesklinik für Kinder- und Jugendpsychiatrie am Standort der Klinik Twistringen des St. Ansgar-Klinikverbundes mit zwölf teilstationären Plätzen" als Außenstelle des Kinderhospitals Osnabrück in den Krankenhausplan aufgenommen.
Vorausgegangen war die Übernahme der Klärungsstelle für den Landkreis Diepholz in freiwilliger Selbstverpflichtung durch das Kinderhospital Osnabrück seit April 2011.
Als Interimslösung wurde 2013 die Tagesklinik in Eydelstedt (Landkreis Diepholz) eröffnet. Im Mai 2018 bezog die Tagesklinik ihren endgültigen Standort in Twistringen.

## Kinderhospital-Verein
Der Verein sammelte unter den Osnabrücker Bürgern Spenden, durch die das Kinderhospital finanziert wurde. Die Mitglieder waren ehrenamtlich auch in der Leitung und Organisation der stets wachsenden Institution engagiert. Der Verein besteht aus ca. 220 Mitgliedern. Das satzungsgemäße Ziel des Vereins ist die Förderung der Gesundheit von Kindern und Jugendlichen in der Region Osnabrück. Der Vorstand des Vereins führte bis Ende 2021 die Geschäfte als Träger des Krankenhauses, das höchste Gremium war die Mitgliederversammlung des Vereins.

## Stiftung Kinderhospital Osnabrück
Am 1. Januar 2022 hat die Stiftung Kinderhospital Osnabrück die Trägerschaft des Kinderhospitals Osnabrück übernommen. Sie hat damit den Kinderhospital-Verein abgelöst, der seit den 1870er Jahren Träger des Kinderhospitals war. Diese Rechtsformänderung ist im Wege der Übernahme aller Rechte und Pflichten von dem alten auf den neuen Träger erfolgt. Der Kinderhospital-Verein zu Osnabrück besteht als Förderverein fort.

## Freibettenfonds
1876 wurde aus Mitteln einer Stiftung von Frau Therese Reinecke und mit einem Legat eines Fräulein Heilmann der Freibettfonds gegründet. Durch die Initiativen des Vereinsvorstandes und der Mitglieder wurde es bald Sitte, aus traurigen oder freudigen Ereignissen ein Freibett zu stiften.
Der soziale Gedanke der Versorgung von Kindern in Not wird auch heute noch fortgeführt mit Hilfe des Freibettenfonds. Dieser Spendenfonds dient jetzt dazu, Kinder und Jugendliche aus Krisengebieten und armen Regionen der Welt medizinisch zu behandeln. Organisationen wie das Friedensdorf International oder das Hammer Forum schicken Ärzte und Schwestern in bedürftige Regionen und behandeln die Kranken vor Ort.
Kinder, die in ihrem Heimatland nicht behandelt werden können, werden nach Deutschland gebracht und in einem Netzwerk von Kliniken betreut. Nach Abschluss der Behandlung werden die Kinder durch die genannten Organisationen wieder abgeholt und zurückgeflogen.
Bis zum 30. Juni 2011 wurde die Behandlung der Kinder aus dem Freibettfonds in der Pädiatrie (Kinderheilkunde) des Kinderhospitals Osnabrück am Schölerberg durchgeführt. Seit dem Auszug der Pädiatrie zum 1. Juli 2011 werden diese Kinder im Christlichen Kinderhospital Osnabrück behandelt. Die Spenden aus dem Freibettfonds leitet das Kinderhospital Osnabrück am Schölerberg an das Christliche Kinderhospital Osnabrück weiter.

## Abteilungen und Arbeitsbereiche
Das Kinderhospital Osnabrück am Schölerberg verfügt über eine Fachabteilung, in der jährlich ca. 600 junge Patienten stationär und ca. 8000 ambulant versorgt werden. Darüber hinaus ist ein Sozialpädiatrisches Zentrum (SPZ) angeschlossen, welches seit 2010 im Betrieb ist.

### Kinder- und Jugendpsychiatrie
Die Kinder- und Jugendpsychiatrie am Kinderhospital Osnabrück besteht seit 1979. Insgesamt stehen 82 Therapieplätze auf 4 Stationen und 2 Tageskliniken zur Verfügung. Der Kinder- und Jugendpsychiatrie angeschlossen ist eine Institutsambulanz (PIA).
Es besteht zu Ausbildungszwecken (Weiterbildungsstudiengang Kinder- und Jugendlichenpsychotherapeuten) eine Kooperation mit der Universität Osnabrück.
Schwerpunkte in der Kinder- und Jugendpsychiatrie:
| - ADS (Aufmerksamkeits-Defizit-Syndrom) | - Lernstörungen                 |
| - Angststörungen                        | - Lese- und Rechtschreibstörung |
| - Autistische Störungen                 | - Mutismus                      |
| - Depressionen                          | - Schulvermeidendes Verhalten   |
| - Dissoziative Störungen                | - Seelische Traumata            |
| - Einkoten                              | - Selbstgefährdendes Verhalten  |
| - Einnässen                             | - Sexuelle Gewalt               |
| - Essstörungen                          | - Tic-Störungen                 |
| - Kindesmisshandlung                    | - Zwangsstörungen               |

### Sozialpädiatrisches Zentrum (SPZ)
Das Sozialpädiatrische Zentrum (SPZ) ist eine ambulante, kinderärztlich geleitete Einrichtung zur Diagnostik und Therapie von entwicklungsauffälligen, behinderten oder von Behinderung bedrohten Kindern. Es besteht aus einem multiprofessionellen Team, das zum Ziel hat, Entwicklungsstörungen möglichst früh zu erkennen, ihre Ursachen aufzudecken, die Kinder einer dem Störbild angemessenen Therapie zuzuführen, Entwicklungsdefizite abzubauen und die Eltern in der Förderung ihrer Kinder zu beraten.
Entwicklungsstörungen, Behinderungen, Krankheiten, die im SPZ Osnabrück abgeklärt und für die Behandlungspläne erstellt werden:
| - Körperliche und/oder geistige Behinderung                    | - Auffälligkeiten in Motorik/Wahrnehmung  |
| - Lern- und Leistungsstörungen                                 | - Cerebralparesen                         |
| - Angeborene Fehlbildungen und syndromatologische Erkrankungen | - Epilepsien                              |
| - Kinder aus psychosozial belasteten Lebenslagen               | - Problemverhalten                        |
| - Allgemeiner Entwicklungsrückstand                            | - Komplexe Mehrfachbehinderungen          |
| - Neuromuskuläre Erkrankungen                                  | - Frühgeborene zur spezifischen Nachsorge |
| - Schlaf- und andere Regulationsstörungen                      | - Kinder in Adoptions-/Pflegefamilien     |